# Bukaya
Bukaya és una plana situada al nord de la vall de la Bekaa, al Líban, al sud-est del Djebel Ansariyé. Es destaca per l'abundància de fonts que donen naixement al riu anomenat pels àrabs Nahr al-Kabir (clàssic Eleutheros). En època de les croades va portar el nom de Boquée. La plana estava dominada per la fortalesa d'Hisn al-Akrad (Krak dels Cavallers).